# Gymnocephalus cernuus
L'acerina (Gymnocephalus cernuus (Linnaeus, 1758)) è un pesce d'acqua dolce della famiglia Percidae.

## Distribuzione e habitat
Diffuso nelle acque dolci europee dalla Francia alla Siberia, è stato spesso introdotto per pesca sportiva in Italia, Canada, U.S.A. e altri stati europei. Come specie aliena causa notevoli danni all'ecosistema.
È localizzato in laghi, stagni calmi e fiumi, lontano dalle correnti. Predilige le acque profonde con fondo a sabbia e ghiaia.

## Descrizione
Lungo fino a 25 cm e pesante fino a 400 g, l'acerina presenta una grossa testa e un corpo muscoloso, con una grande pinna dorsale, dotata di spine erettili. La livrea varia dal giallo bruno al chiaro con riflessi metallici, ed è marezzata di scuro. Il ventre è chiaro. Si muove soprattutto di notte, grazie ai sensibili sensori della linea laterale.

## Biologia

### Riproduzione
La frega varia da marzo ad agosto: durante l'accoppiamento la coppia depone uova bianche unite in filamenti appiccicosi, incollate alle erbe sommerse.

### Prede e predatori
Si nutre principalmente di insetti, crostacei e molluschi, ma non disdegna prede più grosse come altri pesci. 
A sua volta è preda di trote, anguille, salmoni e lucci: per questo motivo è utilizzato come esca viva dai pescatori sportivi.